# ولاية مستغانم
ولايـة مستغانم(بالأمازيغية : ⵜⴰⵎⵏⴰⴹⵏ ⵏ ⵎⵓⵙⵜⴰⵖⴰⵏⵎ) ، إحدى ولايات الغرب الجزائري رمزها الإداري 27 ، يحدها من الشرق ولاية الشلف ، ومن الغرب ولاية وهران ، من الشمال البحر الأبيض المتوسط ، ومن الجنوب ولاية غليزان و ولاية معسكر ، عاصمة الولاية مدينة مستغانم .

## جغرافيا

### المناخ
مناخ الولاية شبه قاري ذو شتاء معتدل بنسبة تتراوح بين 350 ملم إلى 400 ملم في مرتفعات جبال الظهرة.

### الموقع الجغرافي
تقع ولايـة مستغانم في الشمال الغربي من الجزائر وتغطي مساحة قدرها 2269 كم² يحدها من:

### التضاريس
تضاريس الولاية تنقسم إلى 4 مناطق لجهتين أساسيتين هما:
- الهضاب: السهول المنخفضة للمنطقة الغربية وهضاب مستغانم
- الظـهرة: جبال الظهرة وسهول المنطقة الشرقية.

أما الأودية السفلية للغرب فتشمل بلديات:
- مزغران
- ستيديا
- عين نويسي
- الحسيان
- فورناكة.

تضم جبال الظهرة بلديات:
- واد الخير
- سيدي علي
- أولاد معلة
- تازغيت
- نكمارية
- خير الدين
- عين بودنار
- الصفصاف.

تضم هضبة مستغانم بلديات:
- عين تادلس
- صور
- بوقرات
- صيرات
- السوافلية
- مسرى
- عين سيدي الشريف
- المنصورة
- الطواهرية

الصيادة.
أما الأودية الشرقية فتشمل بلديات:
- خضراء
- أولاد بوغالم
- سيدي الأخضر
- حجاج
- عبد المالك رمضان.

وتغطي الغابات 14.2% من مساحة الولاية.

## السكان
بلغ عدد سكان الولاية حسب آخر الإحصاءات حوالي 704.000 نسمة.
| ذكور   | فئة عمرية     | إناث   |
| ------ | ------------- | ------ |
| 833    | 85 سنة وأكثر  | 1٬214  |
| 1٬339  | 80 إلى 84 سنة | 1٬600  |
| 3٬190  | 75 إلى 79 سنة | 3٬661  |
| 4٬863  | 70 إلى 74 سنة | 5٬523  |
| 6٬467  | 65 إلى 69 سنة | 6٬809  |
| 7٬622  | 60 إلى 64 سنة | 7٬625  |
| 11٬603 | 55 إلى 59 سنة | 10٬663 |
| 14٬903 | 50 إلى 54سنة  | 14٬404 |
| 18٬481 | 45 إلى 49 سنة | 17٬942 |
| 20٬935 | 40 إلى 44 سنة | 21٬023 |
| 24٬341 | 35 إلى 39 سنة | 24٬769 |
| 29٬626 | 30 إلى 34 سنة | 29٬870 |
| 38٬679 | 25 إلى 29 سنة | 38٬429 |
| 43٬027 | 20 إلى 24 سنة | 42٬960 |
| 39٬847 | 15 إلى 19 سنة | 39٬317 |
| 35٬559 | 10 إلى 14 سنة | 34٬561 |
| 31٬537 | 5 إلى 9 سنوات | 30٬859 |
| 37٬060 | 0 إلى 4 سنوات | 35٬711 |
| 106    | غير معروف     | 161    |

## الولاة
تعاقب العديد من الولاة على ولاية مستغانم منذ إنشائها في 16 ماي 1963م من خلال المرسوم التنفيذي رقم 63-189 الذي ينظم الإقليم الوطني الجزائري في إطار خمسة عشر ولاية.
| رقم | الوالي                     | البداية           | النهاية           | ولاية المولد       |
| --- | -------------------------- | ----------------- | ----------------- | ------------------ |
| 01  | محمد قاضي [الفرنسية]       | 23 نوفمبر 1962م   | 21 جويلية 1965م · |                    |
| 02  | الهواري عطار [الفرنسية]    | 21 جويلية 1965م · | 9 أكتوبر 1970م    | ولاية معسكر        |
| 03  | مصطفى سنوساوي              | 12 أكتوبر 1970م   | 17 سبتمبر 1974م   |                    |
| 04  | عبد العزيز بوضياف          | 17 سبتمبر 1974م   | 31 أوت 1978م      |                    |
| 05  | مصطفى مغراوي [الفرنسية]    | 1 سبتمبر 1978م    | 30 نوفمبر 1980م   |                    |
| 06  | الشافعي بن رموقة           | 1 ديسمبر 1980م    | 7 ماي 1986م       |                    |
| 07  | صالح لعوير [الفرنسية]      | 7 ماي 1986م       | 14 جويلية 1987م   |                    |
| 08  | صالح براهيمي [الفرنسية]    | 14 جويلية 1987م   | 26 جويلية 1989م   | ولاية البويرة      |
| 09  | محمد نذير حميميد           | 26 جويلية 1989م   | 30 جوان 1994م     | ولاية برج بوعريريج |
| 10  | إبراهيم بن غايو            | 30 جوان 1994م     |                   |                    |
| 11  | نصر الدين بن بوضياف        |                   | 22 أوت 1999م      |                    |
| 12  | عبد القادر زوخ             | 22 أوت 1999م      | 17 أوت 2004م      | ولاية ورقلة        |
| 13  | نورية يمينة زرهوني         | 17 أوت 2004م      | 30 سبتمبر 2010م   | ولاية تلمسان       |
| 14  | حسين واضح [الفرنسية]       | 30 سبتمبر 2010م   | 24 أكتوبر 2013م   | ولاية بجاية        |
| 15  | أحمد معبد [الفرنسية]       | 24 أكتوبر 2013م   | 22 جويلية 2015م   |                    |
| 16  | عبد الوحيد تمار [الفرنسية] | 22 جويلية 2015م   | 16 أوت 2017م      |                    |
| 17  | محمد عبد النور رابحي       | 20 سبتمبر 2017م   | 2018م (حاليا)     |                    |

## التقسيم الإداري

ولاية مستغانم

تقسم ولاية مستغانم إداريا إلى 10 دوائـر و 32 بلدية حسب الجدول التالــي:
| الدائــرة   | البلديات                                 | الرقم |
| ----------- | ---------------------------------------- | ----- |
| مستغانم     | مستغانم                                  | 01    |
| حاسي مماش   | حاسي مماش، ستيدية، مزغران                | 02    |
| عين تادلس   | عين تادلس، الصور، سيدي بلعطار، واد الخير | 03    |
| بوقيرات     | بوقيرات، سيرات، السوافلية، الصفصاف       | 04    |
| سيدي علي    | سيدي علي، تازقايت، أولاد مع الله         | 05    |
| عشعاشة      | عشعاشة، نقمارية، خضرة، أولاد بوغالم      | 06    |
| عين النويصي | عين النويصي، فرناكة، الحسيان             | 07    |
| ماسرى       | ماسرى، منصورة، الطواهرية، عين سيدي شريف  | 08    |
| سيدي لخضر   | سيدي لخضر، حجاج، بن عبد المالك رمضان     | 09    |
| خير الدين   | خير الدين، صيادة، عين بودينار            | 10    |

## الزوايا
- «زاوية سيدي أحمد العلاوي» بمستغانم.[34]
- «الزاوية السنوسية» ببوقيرات.[35]
- «زاوية سيدي محمد البوزيدي» بالخروبة.[36]
- «زاوية سيدي عثمان» بصيادة.[37]
- «الزاوية العيساوية» بمستغانم.[38]
- «زاوية سيدي لخضر بن خلوف» بمستغانم.[39]
- «الزاوية التيجانية» بمستغانم.[40]
- «زاوية سيدي قدور بن سليمان» بمستغانم.[41]

## التعليم الجامعي
تضم هذه الولاية العديد من الجامعات ومؤسسات التعليم الجامعي، منها:
- جامعة مستغانم [42]

## أعلام
- إذاعة مستغانم

البث الحي

## الإقتصاد

### المزروعات
المساحة (هكتار) طبيعة الأرض
الحبوب، البقوليات، الخضروات.. إلخ،	و 115.879 خاصة بالزرع الكروم، الحمضيات، الفواكه المختلفة. 15.300 زراعة الأشجار
- الفلاحة: يعتمد اقتصاد الولاية خاصة على القطاع الفلاحي والذي يتميز بإمكانات هائلة التي يمكن أن تلعب دورا هاما في التنمية الاقتصادية للولاية. حيث تقدر مساحة الأراضي الفلاحية بحوالي 143689 هكتار منها 131.179 هكتار صالحة للزراعة.
- الغابات: تقدر مساحة الغابات بالولاية حوالي 32256,31 هكتار أي نسبة 14,21 من المساحة الإجمالية.

### الصيد
يزخر الساحل المستغانمي بثروة سمكية هائلة إلا أن الإنتاج السنوي والمقدر بـ 3000 طن سنويا يوضح لنا عدم الاستغلال الجيد لهذه الثروة وهذا راجع لنقص الإمكانات المادية الخاصة بالصيد وكذلك الهياكل القاعدية للصيد. وتقوم الدولة ببناء ميناء جديد لتنشيط هذا القطاع لكن الأشغال متوقفة به حاليا.

## المواصلات

### موانئ مستغانم

#### الميناء الجوي
لولاية مستغانم مطار بمدرج رئيسي (1300 م * 45 م) ومدرج ثانوي (700م * 30 م).

#### الميناء البحري لمستغانم
طاقة استيعابه 1.800.000 طن
- الاقتصادية: 1.373,5 متر خطي
- الصيد:4, 302 متر خطي

## الشواطئ
يتضمن ساحل هذه الولاية العديد من الشواطئ.
- بلدية فرناكة: شاطئ الزقاق.
- بلدية ستيدية: شاطئ المرسى.
- بلدية مزغران: شاطئ الحديقة.
- بلدية مستغانم: شاطئ سطورا.
- بلدية بن عبد المالك رمضان: شاطئ الصيد.
- بلدية حجاج: شاطئ الباخرة.
- بلدية سيدي لخضر: شاطئ الأصدقاء.
- بلدية خضرة: شاطئ الصخور.
- بلدية عشعاشة: شاطئ الغربي.
- بلدية أولاد بوغالم: شاطئ الشروق.

## موارد المياه
تضم ولاية مستغانم السدود التالية:
- سد الشليف.
- سد كراميس.
- سد جارجار.
- سيدي عبد دام.

## الهياكل القاعدية
تحتوي الولاية على هياكل قاعدية اقتصادية هامة منها ميناء مستغانم وشبكة طرقات حديثة حوالي 1617 كلم والتي يمكن أن تلعب دورا هاما في التنمية الاقتصادية على مستوى الجهة خاصة ولايات (معسكر، غليزان وتيارت).

## الشباب والرياضة
يمثل الشباب الأقل من 35 سنة 74.35%. لكن الهياكل القاعدية الخاصة بالشبيبة لا تكفي لتستقبل مجمل النشاطات الشبانية والرياضية رغم توفر ملعب لكرة القدم ومركز ثقافي لكل بلدية
- فضاءات اللعب: 67
- ملاعب بلدية: 36
- مراكز العطل: 21
- مراكز ثقافية: 30. مركز أشبال نوفمبر 94 باستيديا به نشاطات عديدة إحياء المناسبات الوطنية والدينية، تدريس تلاميد مقبلين بكالوريا محو أمية نادي للإنترنت نادي للبيئة مكتبة تاريخ الجزائر جغرافية الجزائر فضاء مواطنة، الإخصائية نفسانية وإلخ
- دار الشباب: 06
- مركز تسلية العلمية الكائن بصلامندر وبه نشاطات كثيرة رياضية وفنية ثقافية لعب للأطفال وبه نادي صحي للشباب وفي آخر الإسبوع يأتي إليه كثير من عائلات لتقضي وقت ممتع فيه.

## السياحة
مستغانم، هذه المدينة الساحلية، تسجل كل عام عدد مرتفع من السياح، تتميز بجمال البحر وفوائد الطبيعة الخلابة.
لا تزال بعض من شواطئها العذراء والشاسعة غير مستغلة وسط مناظر طبيعية جميلة، كما تتمتع بمساحات كبيرة شرقا على طول جبل الظهرة والمنحدرات والغابات الساحلية إضافة إلى منطقة خصبة (المقطع) التي تستضيف العديد من أنواع الطيور المهاجرة في فصل الشتاء.
للولاية شريط ساحلي يمتد على طول 124 كلم. تم إحصاء سنة 2011 ما يقارب 21 شاطئ مفتوح للسباحة والبعض الآخر في حالته الطبيعية، حيث أن الأغلبية منها تتمتع بوجود غابات بالإضافة إلى لمسة غربية على المناظر الطبيعية والتي تزينها الكثبان الرملية على الشواطئ.
معظم المواقع المتواجدة بولاية مستغانم تتوفر على مناظر خلابة تميزها تعاقب شواطئ طبيعية ومتقطعة إضافة إلى المنحدرات المطلة على واد شلف الذي يصب في البحر.
كما أن المناطق الطبيعية، الغابات والمجاري المياه بدورها تمثل القيم السياحية الرائعة وعليه فإن ولاية مستغانم مخولة لأن تصبح قطب سياحي أساسي بغرب الجزائر.
المعالجة المائية:
من ناحية أخرى فإن المنطقة لديها العديد من الينابيع المعدنية الجوفية، بحيث يمكن استغلال هذا الجانب من أجل ضمان وتدعيم التطور السياحي، ومن بين هذه الأماكن نذكر منتجع عين النويصي، مكابرتة المتواجدة ببلدية سيرات وسيدي بن شاعة (سيدي علي) التي لا تزال غير مستغلة.

### معالم الأثرية والتاريخية
| - قصر الباي محمد الكبير - ضريح الباي بوشلاغم - حي الدرب - حي الطبانة - حي المطمر - حي تيجديت - دار القايد ودار القاضي - برج المهال - المسجد الكبير القديم | - الأبواب 5 القديمة - أسوار المدينة الأثرية - البرج الشرقي - باب العرصة - الحدائق والأشجار - منابع المياه بعين تادلس والسور وعين بو دينار - آثار مدينة صور العتيقة - برج الاتصال القديم بأولاد بوراس - مغارات السور | - مدينة كيزة الفينيقية بسيدي بلعطار - مغارة ماسرى - العامود التذكاري مزغران - آثار مزغران - الحمام المعدني عين النويصي - مرسى الحجاج الروماني - موقع ما قبل التاريخ بأولاد أرياح - منارة عبد المالك رمضان - قبب الأولياء الصالحين داخل المدينة وضواحيها |

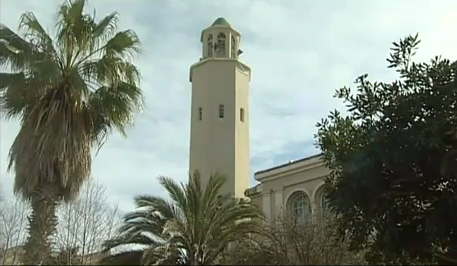
مسجد البدر
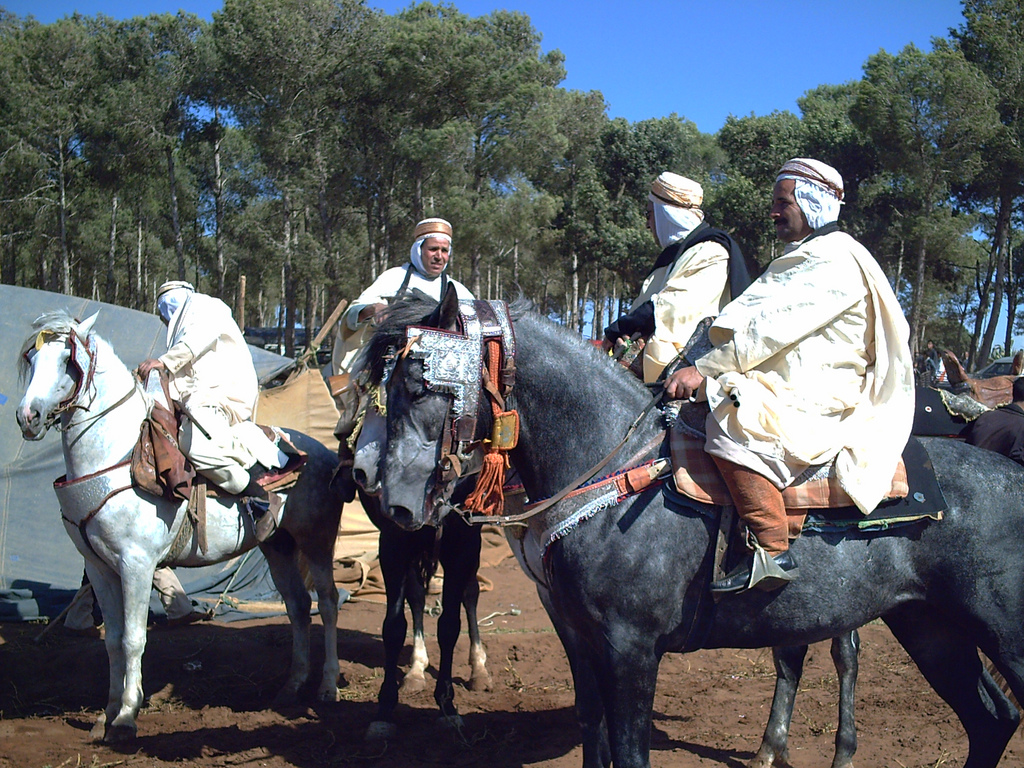
فنتازيا مستغانم
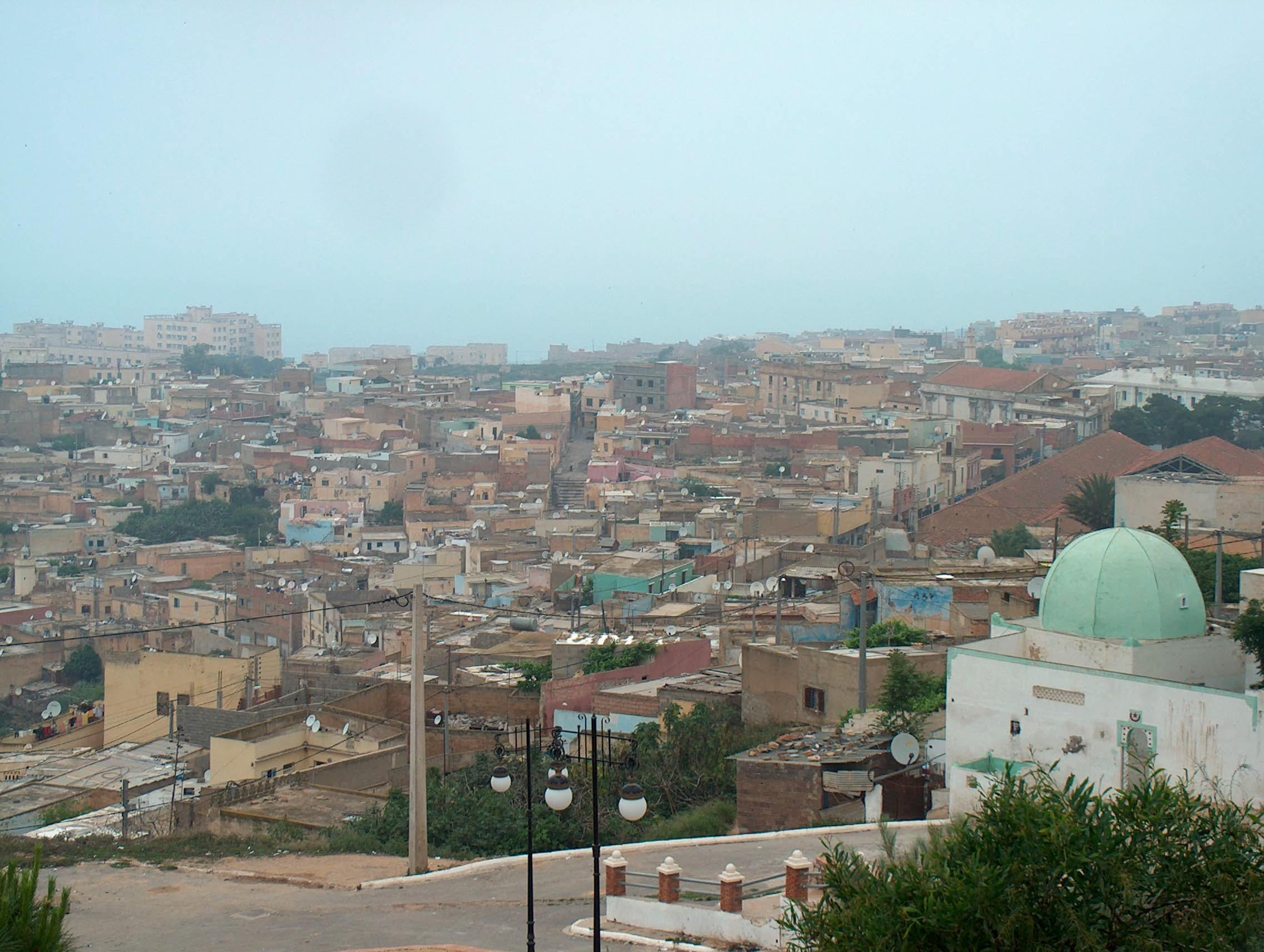
منظر شامل
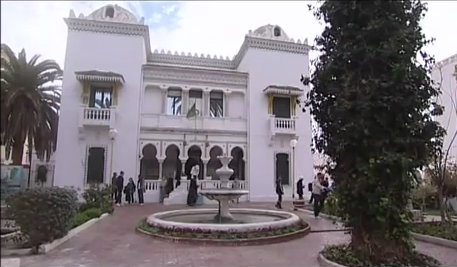
مدرسة الفنون الجميلة

### المواقع التاريخية
- قصر الباي محمد الكبير
- موقع ما قبل التاريخ
- أولاد بوغالم
- حي الدرب
- دار القايد ودار القاضي
- مسجد بدر (الكنيسة قديما)
- موقع برج محال (مستغانم)
- طاحونة خروبة
- المسجد الكبير (مستغانم)
- cap ivi بن عبد المالك رمضان
- حي طبانة (المدينة القديمة)
- مغرة الزيتون بن عبد المالك رمضان
- حي تجديت (مستغانم)
- وادي اليهود ووادي قرقرا (ب ع رمضان)
- الأبواب الأربعة (مستغانم)
- وادي مصطفى سيدي علي
- الكاريال سيدي علي
- أسوار المدينة (مستغانم)
- مسجد سيدي يحيى
- مسجد سيدي لخضر بنخلوف (سيدي لخضر)

## نواب ولاية مستغانم في المجلس الشعبي الوطني
يبلغ عدد النواب في المجلس الشعبي الوطني عن ولاية مستغانم 9 نواب خلال الدورة التشريعية 2017م-2022م التي انطلقت بعد 4 ماي 2017م.
التوزع الجنسي لنواب البرلمان عن ولاية مستغانم (2017م-2022م)
يتوزع نواب البرلمان عن ولاية مستغانم في الدورة التشريعية 2017م-2022م وفق الجنس حسب النسب التالية:
1. النواب النساء: 2 (22.22 %).
2. النواب الرجال: 7 (77.78 %).

### التوزيع الحزبي
الانتماء الحزبي لنواب البرلمان عن ولاية مستغانم (2017م-2022م)
يتوزع نواب البرلمان عن ولاية مستغانم في الدورة التشريعية 2017م-2022م حسب عدة قوائم حزبية:
1. تجمع أمل الجزائر: 1 نائب (11.11 %).
2. الحركة الشعبية الجزائرية: 1 نائب (11.11 %).
3. التجمع الوطني الديمقراطي: 2 نواب (22.22 %).
4. جبهة التحرير الوطني: 5 نواب (55.56 %).

### القائمة الاسمية للنواب خلال العهدة التشريعية 2017م-2022م
1. فتيحة براحو (التجمع الوطني الديمقراطي).[45]
2. منصورية تكوك (جبهة التحرير الوطني).[46]
3. محمد بوثلجة (تجمع أمل الجزائر).[47]
4. أمحمد لكحل قرماط (الحركة الشعبية الجزائرية).[48]
5. العيد محمد قاسم (التجمع الوطني الديمقراطي).[45]
6. الحبيب السنوسي (جبهة التحرير الوطني).[46]
7. عبد الحميد سي عفيف (جبهة التحرير الوطني).[46]
8. محمد محي الدين (جبهة التحرير الوطني).[46]
9. عبد القادر والي (جبهة التحرير الوطني).[46]

## شخصيات
- سيدي الهواري
- محمد بن علي السنوسي
- أحمد بن مصطفى العلاوي
- خالد بن تونس
- إسحاق بلفضيل
- الشيخ حمادة
- محمد الشويخ
- ولد عبد الرحمان كاكي
- كمال داود
- محمد خدة
- إسماعيل ديس
- رشيد عمران
- نادية طالبي
- عبد القادر غلام الله
- بومدين عبد الرحمن
- قادة مجدد
- مسعود آيت عبد الرحمن
- بلقاسم بلحميدش
- عبد الله بن عنتر
- حاج مولاي بن كريزي
- عبد الله بن زازة
- مصطفى بن زازة
- عبد القادر والي
- معزوز بوعجاج
- معزوز ولد عبد الرحمن
- كمال خرخاش
- عبد الرحمن راوية
- عبد القادر معاشو
- جايد صداق
- حبيب تنقور
- عكاشة تويتة

## وصلات خارجية
- موقع ولاية مستغانم
- جامعة مستغانم.
- إذاعة مستغانم
- مديرية التجارة لولاية مستغانم
- (بالفرنسية) مستغانم اليوم
- (بالفرنسية) مستغانم
- (بالفرنسية) مستغانم، مدينة فن وثقافة
- خبار بلادي.. الجزائر.. ولاية مستغانم